# لیرن
لیرن (به هلندی: Lieren) یک منطقهٔ مسکونی در هلند است که در آپلدورن واقع شده‌است. لیرن ۷٫۰ کیلومتر مربع مساحت و ۱٬۲۰۳ نفر جمعیت دارد و ۲۰ متر بالاتر از سطح دریا واقع شده‌است.